# Resolución 1454 del Consejo de Seguridad de las Naciones Unidas
La resolución 1454 del Consejo de Seguridad de las Naciones Unidas, adoptada el 30 de diciembre de 2002, tras recordar todas las resoluciones anteriores sobre el Iraq, incluidas las resoluciones 661 (1991), 986 (1995), 1284 (1999), 1352 (2001), 1360 ( 2001), 1382 (2001), 1409 (2002) y 1447 (2002) relativas al Programa Petróleo por Alimentos, el Consejo ajustó la lista de bienes restringidos (Lista de Examen de Bienes) y los procedimientos para su aplicación en el marco del Programa Petróleo por Alimentos.  Fue la última resolución del Consejo de Seguridad adoptada en 2002.
El Consejo de Seguridad estaba convencido de la necesidad de una medida temporal para proporcionar asistencia humanitaria al pueblo iraquí hasta que el gobierno iraquí cumpliera las disposiciones de las Resoluciones 687 (1991) y 1284 y hubiera distribuido la ayuda de manera equitativa en todo el país. Reafirmó el compromiso de todos los Estados con la soberanía y la integridad territorial del Iraq, su determinación de mejorar la situación humanitaria y el compromiso de ajustar la Lista de Examen de Bienes.
Actuando en virtud del Capítulo VII de la Carta de las Naciones Unidas, el Consejo ajustó la Lista de Examen de Bienes y los procedimientos para su implementación.  Se agregaron más de 50 artículos a la Lista de revisión de bienes.  Se llevaría a cabo una revisión de las medidas dentro de 90 días y antes del final de la actual prórroga del Programa Petróleo por Alimentos, mientras que también se solicitó al comité establecido en la Resolución 661 que realizara revisiones.  Se dio instrucciones al Secretario General Kofi Annan para que estableciera tasas de consumo y niveles de uso de los productos químicos y medicamentos especificados en los anexos de la resolución en un plazo de 60 días. Por último, la resolución instó a todos los Estados a cooperar en la presentación oportuna de solicitudes técnicamente completas y en la expedición de licencias de exportación.
La resolución 1454 fue adoptada por 13 votos a favor, ninguno en contra y dos abstenciones de Rusia y Siria . Rusia se opuso al carácter "restrictivo" del texto, mientras que Siria señaló que Irak había comenzado a cumplir con las inspecciones de armas y lamentó que la velocidad de las negociaciones que dieron lugar a la adopción de la actual resolución no permitiera tiempo suficiente para examinar la lista. 